# Melipotis glaucipennis
Melipotis glaucipennis là một loài bướm đêm trong họ Erebidae.